# Caroline-Mathilde de Schleswig-Holstein-Sonderbourg-Augustenbourg
La princesse Caroline Mathilde de Schleswig-Holstein-Sonderbourg-Augustenbourg (25 janvier 1860, à Augustenborg, Jutland, Danemark – 20 février 1932, à Grünholz, Schleswig-Holstein, Allemagne) est la deuxième fille de Frédéric Auguste de Schleswig-Holstein-Sonderbourg-Augustenbourg et d'Adélaïde de Hohenlohe-Langenbourg, et devient duchesse de Schleswig-Holstein-Sonderbourg-Glücksbourg puis duchesse de Schleswig-Holstein par son mariage avec Frédéric-Ferdinand de Schleswig-Holstein-Sonderbourg-Glücksbourg

## Famille
La sœur aînée de Caroline Mathilde, Augusta-Victoria, est impératrice d'Allemagne et reine de Prusse par son mariage avec Guillaume II. La grand-mère maternelle de Caroline est Théodora de Leiningen, la demi-sœur de la reine Victoria.

## Mariage et descendance
Caroline Mathilde épouse Frédéric-Ferdinand de Schleswig-Holstein-Sonderbourg-Glücksbourg, le fils aîné de Frédéric de Schleswig-Holstein-Sonderbourg-Glücksbourg et d'Adélaïde de Schaumbourg-Lippe, et un neveu de Christian IX de Danemark, le 19 mars 1885 à Primkenau. Frédéric Ferdinand et Caroline-Mathilde ont six enfants :
- Victoria-Adélaïde de Schleswig-Holstein-Sonderbourg-Glücksbourg (31 décembre 1885 – 3 octobre 1970)
- Alexandra-Victoria de Schleswig-Holstein-Sonderbourg-Glücksbourg (21 avril 1887 – 15 avril 1957)
- Hélène de Schleswig-Holstein-Sonderbourg-Glücksbourg (1er juin 1888 – 30 juin 1962)
- Adélaïde-Louise de Schleswig-Holstein-Sonderbourg-Glücksbourg (en) (19 octobre 1889 – 11 juin 1964)
- Frédéric de Schleswig-Holstein-Sonderbourg-Glücksbourg (1891-1965) (23 août 1891 – 10 février 1965)
- Caroline-Mathilde de Schleswig-Holstein-Sonderbourg-Glücksbourg (en) (11 mai 1894 – 28 janvier 1972)

Après le renversement de la dynastie des Hohenzollern à la fin de la Première Guerre mondiale, Caroline et sa famille vivent tranquillement, au château de Grünholz.
Caroline meurt le 20 février 1932, âgé de 72 ans, dans son château. Quelques années auparavant, elle a subi une attaque cardiaque et ne se remettra jamais complètement. Son mari est le seul membre de la famille présent à son lit de mort.

## Distinction
- 19 mars 1885 : dame grand-croix de l'ordre de Sainte-Catherine